# Fargesia decurvata
Fargesia decurvata är en gräsart som beskrevs av J.L.Lu. Fargesia decurvata ingår i släktet bergbambusläktet, och familjen gräs. Inga underarter finns listade i Catalogue of Life.